# Karl Marz
Karl Marz (* 19. August 1898 in Zierolshofen; † 26. Juni 1977 in Kehl-Neumühl) war ein deutscher Landwirt und Politiker (DemP, FDP).

## Leben
Nach dem Besuch der Volksschule ging Marz einer landwirtschaftlichen Tätigkeit nach. Von 1916 bis 1918 nahm er als Soldat am Ersten Weltkrieg teil. Im Anschluss betrieb er eine eigene Landwirtschaft mit angeschlossenem Sandgeschäft in Neumühl. Nach 1933 wurde das Sandgeschäft von den Nationalsozialisten stillgelegt.
Marz trat 1946 in die Demokratische Partei ein, aus der 1948 der Landesverband der FDP Südbaden hervorging. Seit 1946 amtierte er als Bürgermeister der Gemeinde Neumühl und von 1946 bis 1947 war er Mitglied der Beratenden Landesversammlung des Landes Baden.